# Монтабоне
Монтабоне (итал. Montabone) је насеље у Италији у округу Асти, региону Пијемонт.
Према процени из 2011. у насељу је живело 85 становника. Насеље се налази на надморској висини од 449 м.

## Становништво
Према резултатима пописа становништва 2011. у општини је живело 347 становника.
| 1936. | 1951. | 1961. | 1971. | 1981. | 1991. | 2001. | 2011. |
| ----- | ----- | ----- | ----- | ----- | ----- | ----- | ----- |
| 955   | 796   | 579   | 444   | 371   | 382   | 357   | 347   |